# Арчалы (Челябинская область)
Арчалы — поселок в Карталинском районе Челябинской области России. Входит в состав Мичуринского сельского поселения.

## География
Через посёлок проходит Уральский ход Южно-Уральской ЖД. Расстояние до районного центра города Карталы 8 км.

## Население
| 2002 | 2010 |
| ---- | ---- |
| 28   | ↘24  |

## Улицы
- Железнодорожная,
- Зелёная.